# Reggie Moore
Reggie Moore (Lemoore, California, 31 de marzo de 1981 - Luanda, Angola, 12 de junio de 2023) fue un jugador de baloncesto estadounidense que se nacionalizó angoleño. Disputó la Copa Mundial de Baloncesto de 2014 y la Copa Mundial de Baloncesto de 2019 como miembro de la selección de Angola.

## Trayectoria
Moore -que durante su etapa universitaria actuó bajo el apellido Borges- jugó dos años en los torneos de la California Community College Athletic Association con los equipos del Fresno City College y de Los Angeles Harbor College, siendo reclutado en 1999 por la Universidad Oral Roberts. En sus dos temporadas con los Golden Eagles promedió 16,1 puntos, 6,7 rebotes y 1,1 asistencias por partido en 58 presentaciones. 
En 2003 viajó a Europa con la intención de comenzar allí una carrera como deportista profesional. Participó de las pretemporadas del BF Copenhagen de Dinamarca y del Astoria Bydgoszcz de Polonia, pero terminó fichando con el Asker Aliens de la BLNO de Noruega.
En septiembre de 2004, luego de haber pasado fugazmente por la USBL, se unió al Belenenses. En Portugal se convertiría en un jugador totalmente dominante, siendo reconocido en 2006 como el MVP de la temporada.
Probó suerte en ligas más competitivas como la Basketball Bundesliga de Alemania y la Ligat ha'Al de Israel, pero no pudo consolidarse en esos escenarios.
UB La Palma lo contrató en julio de 2007, dándole así la oportunidad de debutar en la Liga LEB Oro. De todos modos sería desvinculado del club en el mes de diciembre. Unas semanas después fichó con el CB Illescas de la Liga LEB Plata, club con el que conseguiría el ascenso a la categoría superior.
A fines de 2008 llegó a Angola, iniciando así una carrera en ese país que se extendería por una década.
Su última experiencia como profesional fue su breve paso por Galitos de la Liga Portuguesa de Basquetebol.

## Selección nacional
Moore adquirió la nacionalidad angoleña en 2012, por lo que comenzó a jugar con la selección de ese país ese año. Lidero a su equipo en la conquista del título en el Afrobasket 2013 y de la medalla de oro en el torneo de baloncesto masculino de los Juegos Panafricanos de 2015.
Asimismo disputó dos ediciones de la Copa Mundial de Baloncesto (2014 y 2019) y el Torneo Preolímpico FIBA 2016.

## Fallecimiento
Moore apareció muerto en su residencia de Luanda el 12 de junio de 2023. Si bien inicialmente se había informado que el exjugador de baloncesto había cometido un suicidio, luego se informó que el deceso se produjo a raíz de una falla cardíaca.